# Thủ Đức (quận)
Thủ Đức là một quận cũ thuộc Thành phố Hồ Chí Minh, Việt Nam.
Quận được thành lập vào năm 1997 cùng với Quận 2 và Quận 9 trên cơ sở chia tách từ huyện Thủ Đức cũ trước đó. Vào ngày 1 tháng 1 năm 2021, quận Thủ Đức lại sáp nhập với Quận 2 và Quận 9 để thành lập thành phố Thủ Đức thuộc Thành phố Hồ Chí Minh.
Ngày nay, địa danh Quận Thủ Đức cũ dùng để chỉ khu vực 3 của thành phố Thủ Đức. Tên gọi Quận Thủ Đức dù không còn được sử dụng các văn bản hành chính nhưng vẫn được người dân sử dụng để chỉ khu vực 3 và dễ phân biệt 3 khu vực của thành phố.
Trên địa bàn quận Thủ Đức có Ga Bình Triệu, chợ Thủ Đức, Làng đại học Thủ Đức (cũ và mới), Làng thiếu niên Thủ Đức, Khu chế xuất Linh Trung 1 và 2, Đại học Quốc gia Thành phố Hồ Chí Minh, nhiều cảng sông, cảng đường bộ,...

## Địa lý

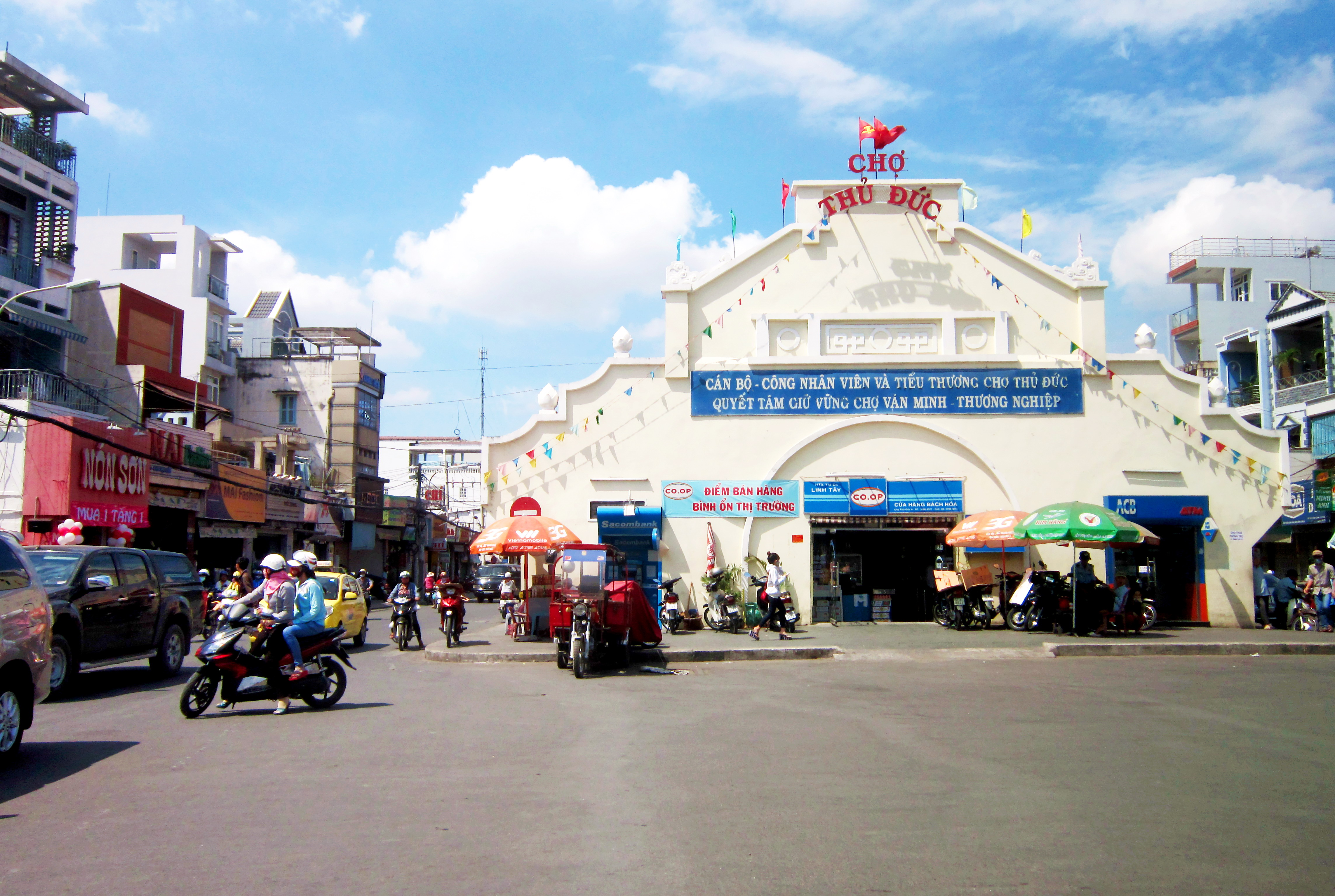
Chợ Thủ Đức

Quận Thủ Đức nằm ở phía đông bắc Thành phố Hồ Chí Minh, có vị trí địa lý:
- Phía đông giáp Quận 9 với ranh giới là Xa lộ Hà Nội
- Phía tây giáp Quận 12 và quận Bình Thạnh với ranh giới là sông Sài Gòn
- Phía nam giáp quận Bình Thạnh và Quận 2 với ranh giới là Rạch Chiếc – Trau Trảu
- Phía bắc giáp các thành phố Dĩ An và Thuận An, tỉnh Bình Dương.

Quận có diện tích 47,80 km², dân số năm 2019 là 532.377 người, mật độ dân số đạt 11.138 người/km².

## Lịch sử